# Gorafe
Gorafe és un municipi de la província de Granada, amb una superfície de 77,14 km², una població de 538 habitants (2004) i una densitat de població de 6,97 hab/km².